# تشارلز أونيل (سياسي)
تشارلز أونيل (بالإنجليزية: Charles O'Neill)‏ هو محامي وسياسي أمريكي، ولد في 21 مارس 1821 في فيلادلفيا في الولايات المتحدة، وتوفي في 25 نوفمبر 1893 بسبب سل. حزبياً، نشط في الحزب الجمهوري. وقد انتخب عضو مجلس ولاية بنسيلفانيا وانتخب عضو مجلس نواب بنسيلفانيا وانتخب عضو مجلس النواب الأمريكي.